# Gash!
Gash! (jap. 金色のガッシュベル!!, Konjiki no Gash Bell!!) ist eine Manga-Serie von Makoto Raiku, die von 2001 bis 2008 veröffentlicht wurde und 2003 als Anime-Serie verfilmt wurde. Sie lässt sich der Shōnen-Gattung zuordnen und handelt von einem Jugendlichen, der mithilfe eines Freundes Kämpfe austragen muss.
Seit 2022 erscheint mit Konjiki no Gasshu!! 2 eine Fortsetzung.

## Handlung
Der vierzehnjährige Außenseiter Kiyomaro Takamine (高嶺 清麿 Takamine Kiyomaro) lebt mit seiner Mutter in Japan. Eines Tages findet sein Vater, der in England arbeitet, einen bewusstlosen Jungen in einem Waldstück. Dieser Junge, Gash Bell (ガッシュ・ベル Gasshu Beru), hat sein Gedächtnis verloren. Kiyomaros Vater schickt Gash nach Japan, wo er der Mentor von Kiyomaro werden soll.
Gash ist kein gewöhnlicher Junge, sondern einer von einhundert Dämonen aus der Unterwelt, die sich alle tausend Jahre auf der Erde duellieren, um den nächsten König der Dämonen zu ermitteln. Jeder Dämon besitzt ein eigenes Buch, mit je einer eigenen Farbe, in dem sich Zaubersprüche befinden, die nur der Hüter des Buches lesen kann.
Mit der Zeit lernen Kiyomaro und Gash immer mehr über die Duelle, treffen auf Freunde und Feinde und erlernen neue Zaubersprüche.

## Veröffentlichungen
Konjiki no Gash Bell!! erschien in Japan von 2001 bis 2008 in Einzelkapiteln im Manga-Magazin Shōnen Sunday des Shogakukan-Verlags. Diese Einzelkapitel wurden auch in 33 Sammelbänden zusammengefasst.
Auf Deutsch erschien die Manga-Reihe von 2003 bis 2006 im Magazin Manga Twister des Verlags Egmont Manga und Anime unter dem Titel Gash! und wurde ab 2004 in Sammelbänden veröffentlicht. Nach sieben Bänden wurde die Veröffentlichung abgebrochen.
Seit März 2022 erscheint unter dem Titel Konjiki no Gasshu!! 2 (金色のガッシュ!! 2) eine Fortsetzung. Die Kapitel wurden auch in bisher fünf Sammelbänden veröffentlicht (Stand: Mai 2025).

## Anime
Toei Animation produzierte zum Manga eine 150-teilige Anime-Serie, die Sonntagmorgens vom 6. April 2003 bis zum 26. März 2006 auf Fuji TV und den angeschlossenen Fernsehsendern des Networks ausgestrahlt wurde. Zudem entstanden aufgrund des großen Erfolges der Zeichentrick- und der Manga-Serie zwei Kinofilme:
- Konjiki no Gash Bell!! – 101-banme no Mamono (金色のガッシュベル!! 101番目の魔物) (Premiere: 7. August 2004)
- Konjiki no Gash Bell!! – Mekabarukan no Raishū (金色のガッシュベル メカバルカンの来襲) (Premiere: 6. August 2005)

Synchronisation
| Rolle             | japanischer Sprecher (Seiyū) |
| ----------------- | ---------------------------- |
| Gash Bell         | Ikue Ootani                  |
| Kiyomaro Takamine | Takahiro Sakurai             |
| Parco Folgore     | Hiroki Takahashi             |
| Tio               | Rie Kugimiya                 |
| Suzume Mizuno     | Tomoko Akiya                 |
| Megumi Ooumi      | Ai Maeda                     |
| Brago             | Kazunari Kojima              |
| Zeon Bell         | Urara Takano                 |

## Auszeichnungen
Gash! gewann im Jahr 2003 den Shōgakukan-Manga-Preis in der Kategorie „Shōnen“.